# Яденица (язовир)
„Яденица“ е планиран язовир в Южна България, част от Каскадата „Белмекен-Сестримо-Чаира“.
Разположен е на границата на землищата на град Белово и село Юндола в област Пазарджик, на около 6,5 km южно от язовир „Чаира“. Строи се на река Яденица, на 700 метра над вливането в нея на Юндолска река. Строителството започва през 1997 година, но е спряно през 2005 година поради липса на финансиране. През този период са изградени временни съоръжения и началните участъци в двата края на тунела към язовир „Чаира“.
Основната цел на изграждането на язовир „Яденица“ е свързването му с язовир „Чаира“ и вече свързания с него язовир „Станкови бараки“, които служат за долни изравнители на ПАВЕЦ „Чаира“ и ПАВЕЦ „Белмекен“. По този начин обемът на долните изравнители би се увеличил значително, с което би се увеличил акумулативният капацитет на двете централи. Язовир „Яденица“ има ограничен собствен водосбор и първоначално трябва да се захранва главно с води от язовир „Белмекен“, а при изграждане на планирания язовир „Черна Места“ – с прехвърляни от него води.
Язовирната стена е каменнонасипна със стоманобетонен екран, с височина 109,15 метра и дължина на короната 315 метра, а водоемът е с обем 14,2 милиона кубични метра (9 милиона кубични метра полезен обем). Връзката с язовир „Чаира“ трябва да се осъществи с реверсивен тунел с дължина 6,8 километра и диаметър 7 метра.